# 超文本

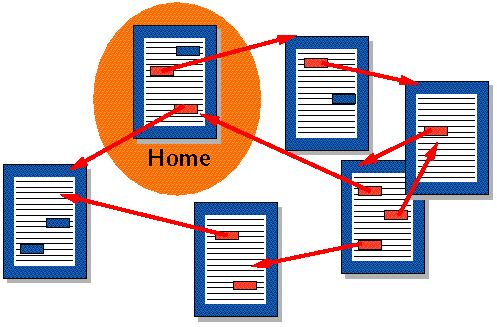
透過超連結連接的文件

超文本（英語：Hypertext）是一種可以顯示在電腦顯示器或其他電子裝置上的文本，普遍以电子文档的方式存在，其中的超文字包含有可以链接到其他文件/檔案頁面的超链接，允许从当前阅读的文字直接切换到超链接所指向的所有文字。

## 歷史
人們普遍認為超文字的概念源於万尼瓦尔·布什，他在20世紀30年代即提出了一種叫做Memex機器的設想，預言了文字的一種非線性結構，1945年撰寫成文章《诚如所思》在《大西洋月刊》發表。該篇文章詳盡地說明如何在資訊爆炸的年代，幫助人類蒐集、取用及管理知識。由於條件所限，布希的思想在當時並沒有變成現實，但是他的思想在此後的50多年中產生了巨大影響。

## 系統
超文本系统是一种提供了复杂格式的解释的软件系统，包括文本，图像，超链接（一种文字间的跳转以提供某一个关键词儲存的相关内容。）这种系统为出版、更新和搜寻的工作提供了更多的便利。
最成功的超文字系統之應用，当属在網際網路上使用的全球資訊網。